# Co-sourcing
Co-sourcing – rodzaj outsourcingu, w którym wzajemne oddziaływanie dostawcy i odbiorcy usług jest silniejsze niż w zwykłym outsourcingu.
Zwykle co-sourcing oznacza, że firma podstawowa deklaruje swój personel lub menadżerów do obsługi zlecenia, ale nie może pozwolić sobie na utratę tych pracowników ze względu na ich specyficzną wiedzę. Obie firmy są odpowiedzialne za dostarczenie środków do wykonania zadania. Występuje przy tym jednak pewne ryzyko, ponieważ w razie niepowodzenia nie będzie można liczyć na reklamację.